# Nahariya
Nahariya (Hebraico: נַהֲרִיָּה) é uma cidade no distrito Norte de Israel. Sua população em 2005 era de aproximadamente 50.000 habitantes.
Situada à beira do mar Mediterrâneo, a apenas 10km ao sul da fronteira com o Líbano, Nahariya é a cidade costeira mais ao norte de Israel e um importante centro turístico.

## Demografia
Segundo o Escritório Central de Estatísticas de Israel, judeus e outros grupos não-árabes eram 97,3 % da população.
A mesma sondagem apontou ainda que na cidade vivem 22.200 homens e 23.700 mulheres. 29,5% da população tem menos de 20 anos; 16,3% tem entre 20 e 29 anos; 18,8% tem entre 30 e 44; 21,4% tem entre 45 e 64 anos; e 13,9% tem mais de 65 anos. A taxa de crescimento da população em 2001 foi de 4,2%.

## Pessoas famosas de Nahariya
- Gilad Shalit (1986), soldado israelita
- Yael Shelbia (2001), modelo e atriz israelense

## Geminações
Nahariya possui as seguintes cidades-gémeas:
- Tempelhof-Berlim, Alemanha
- Bielefeld-Renânia do Norte-Vestfália, Alemanha
- Miami Beach, Flórida, EUA
- Kecskemét-Bács-Kiskun, Hungria